# 기독교세계관학술동역회
기독교세계관학술동역회는 2009년에 설립되었다. 기독교 관점에서 학문을 연구하고 발표하는 모임이다. 기독교 세계관의 관점에서 사회, 역사, 철학, 그리고 신학에 대한 연구와 발표를 통하여 학술적 활동을 하고 있다. 등재학술지인 <신앙과 학문>, 소식지인 격월간 <신앙과 삶>, 그리고 <통합연구>를 발행하고 있는 단체이다.